# Girolamo Grimaldi (1674-1733)
Girolamo Grimaldi (Gênova, 2 de janeiro de 1663 - Ischia, 18 de novembro de 1733) foi um cardeal do século XVIII

## Nascimento
Nasceu em Gênova em 15 de novembro. 1674. De família senatorial. O mais velho dos cinco filhos de Ranieri Grimaldi e Gironima Cuniquez, da Espanha. Foi batizado em 15 de novembro de 1674. A família deu à igreja mais três cardeais: Girolamo Grimaldi (1527); Girolamo Grimaldi-Cavalleroni (1643); e Nicola Grimaldi (1706). Ele também está listado como Girolamo III Grimaldi.

## Educação
Estudou na Universidade de Avinhão, onde obteve o doutoramento in utroque iure , em 26 de junho de 1705). Recebeu as ordens menores em 8 de setembro de 1708; o subdiaconado em 17 de março de 1709; e o diaconado em 19 de março de 1709.

## Juventude
Nomeado internúncio em Bruxelas em maio de 1705.

## Sacerdócio
Ordenado em 7 de abril de 1709.

## Episcopado
Eleito arcebispo titular de Edessa em Osrhoëne, 5 de outubro de 1712. Núncio na Polônia, 20 de dezembro de 1712. Assistente no Trono Pontifício, 17 de janeiro de 1713. Consagrado em 9 de abril de 1713, mosteiro cartuxo, Gante, por Philippe Ehrard Van der Noot , bispo de Gante, assistido por Pierre Lambert Ledrou, bispo titular de Porfireone, e por François Joseph von Franken Sierdsdorf, bispo de Anvers. Participou do concílio celebrado em 1719 pelos bispos greco-rutenos em união com Roma, que emitiu cânones de reforma e disciplina eclesiástica que foram aprovados pelo Papa Inocêncio XIII. Visitador apostólico na Igreja Armênia na cidade e diocese de Lvov, Polônia, 21 de junho de 1720. Visitador apostólico na Igreja Rutena em toda a Rússia e Lituânia, 22 de junho de 1720. Núncio na Áustria, 15 de novembro de 1720, sucedendo ao Núncio Giorgio Espínola, que foi promovido ao cardinalato; reconduzido pelo novo Papa Inocêncio XIII, em 24 de maio de 1721; tomou posse em setembro de 1721.

## Cardinalato
Criado cardeal sacerdote no consistório de 2 de outubro de 1730; com um breve apostólico de 3 de outubro de 1730, o papa enviou-lhe o barrete vermelho, com Ablegato apostólico Enea Silvio Piccolomini; recebeu o chapéu vermelho em 19 de julho de 1731; e o título de S. Balbina, 3 de setembro de 1731. Legado em Bolonha por um triênio, 11 de dezembro de 1730; teve muito sucesso lutando contra os assasini, ei banditi que infectaram a vida pública de sua legação. Legado a latere nos ducados de Parma e Piacenza, mantendo a outra legação, 5 de outubro de 1731. Distinguiu-se pela prudência, piedade e afabilidade.

## Morte
Morreu em Ischia em Enquanto viajava de Nápoles para Gênova em um navio inglês, adoeceu gravemente devido a um resfriado e morreu em Ischia em 18 de novembro de 1733. Seu corpo foi transferido para Gênova; e sepultado no túmulo dos seus antepassados na igreja de S. Filippo Neri.